# ريفيربانك (كاليفورنيا)
ريفيربانك (بالإنجليزية: Riverbank )‏ هي إحدى مدن مقاطعة ستانيسلاوس، كاليفورنيا. تم إعطاءها لقب مدينة في 23 أغسطس، 1922.

## أعلام
- جيرمان فرنانديز